# Лугте (озеро)
Лу́гте, або Лу́гти, (ест. Luhte järv, Luhte paisjärv, Luhtõ paisjärv) — загатне озеро в Естонії, у волості Вастселійна повіту Вирумаа.

## Розташування
Озеро Лугте належить до Чудського суббасейну Східноестонського басейну.
Озеро лежить на захід від села Лухте на висоті 195 м над рівнем моря.
Акваторія водойми входить до складу природного парку Гаанья (Haanja looduspark).

## Опис
Загальна площа озера становить 12,32 га, площа водної поверхні — 12,2 га, площа 2 островів на озері — 0,12 га. Найбільша глибина — 5 м. Довжина берегової лінії — 3 880 м.